# Redondelo (Boa)
Redondelo es un lugar situado en la parroquia de Boa en el municipio de Noya, provincia de La Coruña, Galicia, España. 
En 2021 tenía una población de 38 habitantes (18 hombres y 20 mujeres). Está situada a 4 metros sobre el nivel del mar a 5,2 km de la cabecera municipal. Comparte estructura y está directamente conectada con el lugar de Boa y otras localidades circundantes de la parroquia de Boa y Miñortos (Puerto del Son), como Boiro y Telleira, formando un núcleo complejo y continuo conocido por lo vecinos de la zona simplemente como Boa.
A los pies de esta localidad está la playa de Boa Grande.